# المنظمة الإسلامية لطلاب الهند
المنظمة الإسلامية لطلاب الهند (بالهندية: स्टूडेंट्स इस्लामिक ऑर्गनाइजेशन ऑफ इंडिया)، (بالأردية: اسٹوڈنٹس اسلامک آرگنائزیشن آف انڈیا)) هو الجناح الطلابي للجماعة الإسلامية الهندية، تأسست عام 1982. ووفقًا لدستورها تهدف إلى تقديم الدعوة الإسلامية إلى الطلاب والشباب وتعزيز الفضائل والقيم الأخلاقية في المؤسسات التعليمية.
وقد وصفت المنظمة بأنها اتحاد طلابي مسلم معتدل، وتشارك في أنشطة الخدمة الاجتماعية والإغاثة، وتنظم أنشطة للشباب المسلم من أجل إشراكهم في أنشطة دينية سلمية. تم ذكر المنظمة الإسلامية لطلاب الهند باعتبارها واحدة من أفضل الممارسات لمبادرات حوار الشباب حول الأديان في تقرير مسح عالمي لمنظمة اليونسكو.

## معرض صور

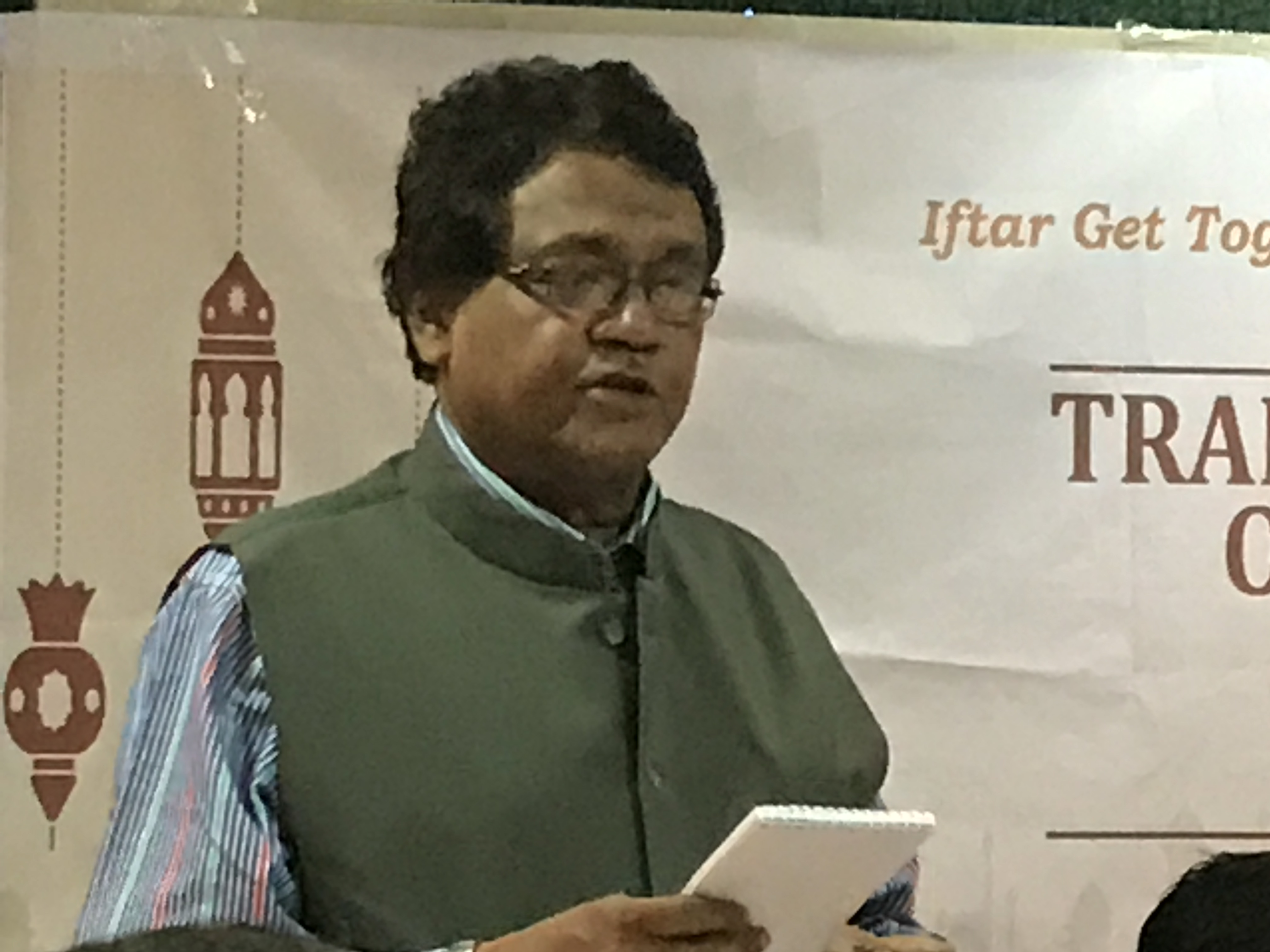
إفطار جماعي نظمته المنظمة الإسلامية لطلاب الهند فرع غرب البنغال.
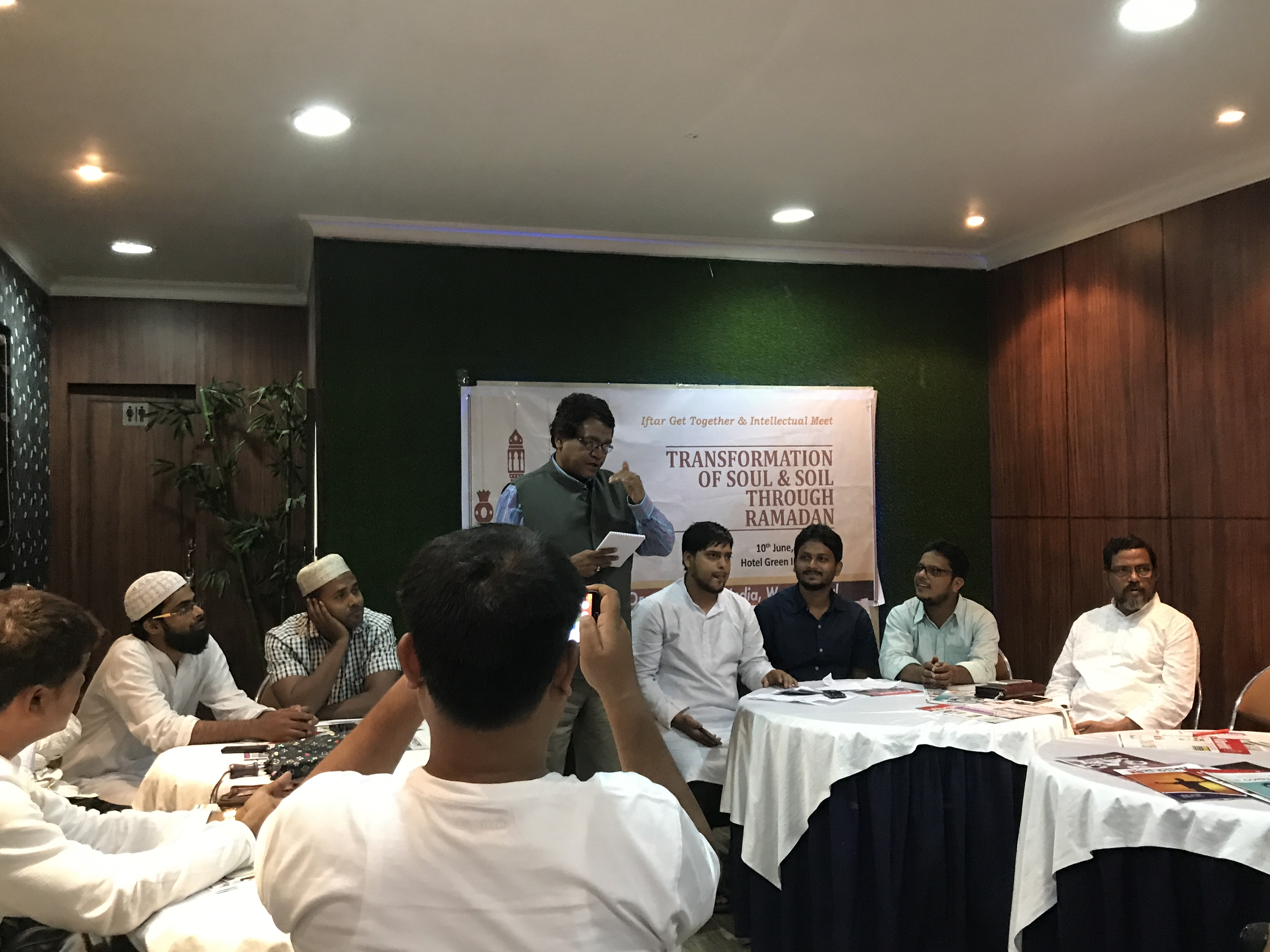
إفطار جماعي نظمته المنظمة الإسلامية لطلاب الهند فرع غرب البنغال.
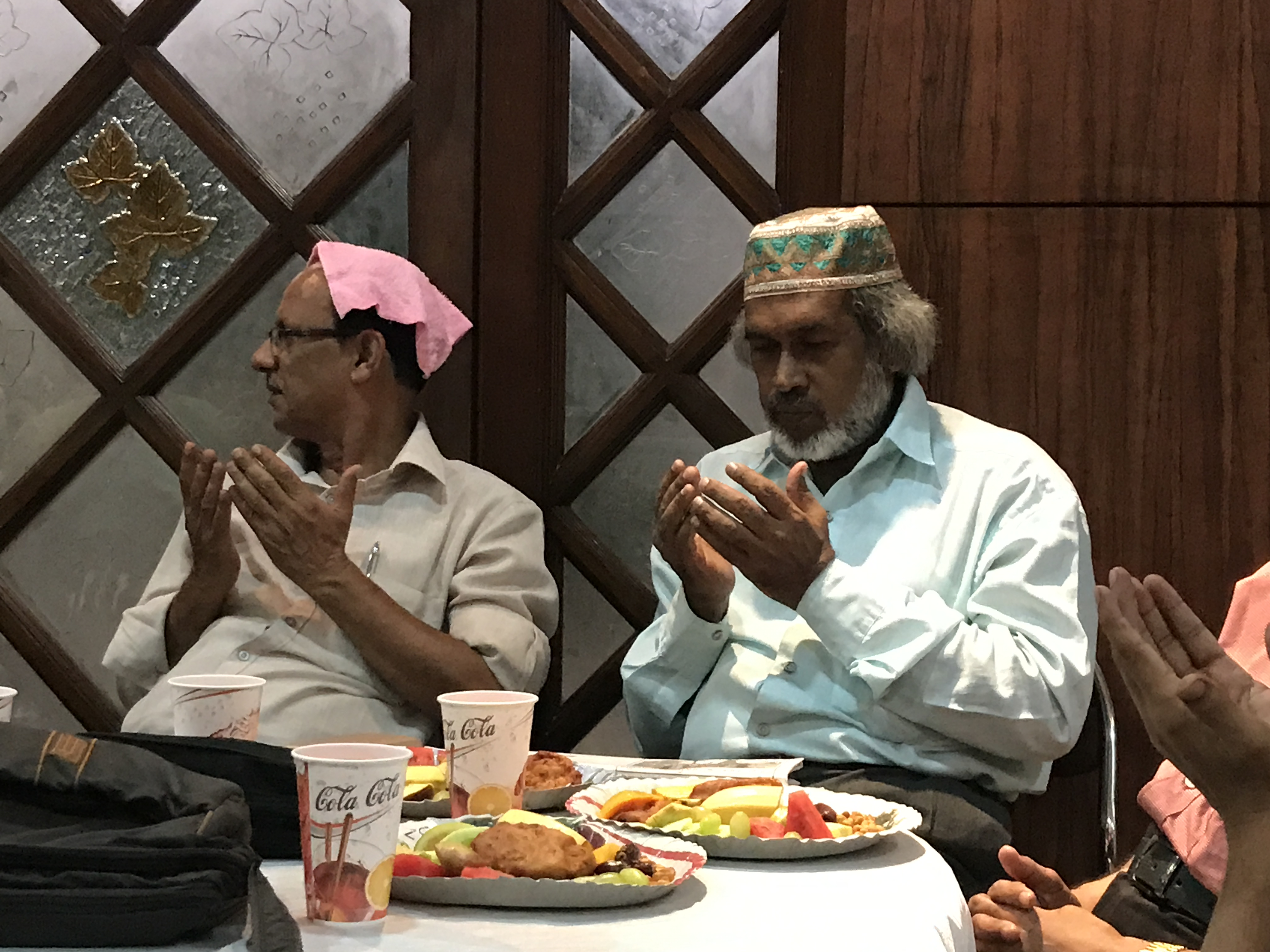
إفطار جماعي نظمته المنظمة الإسلامية لطلاب الهند فرع غرب البنغال.
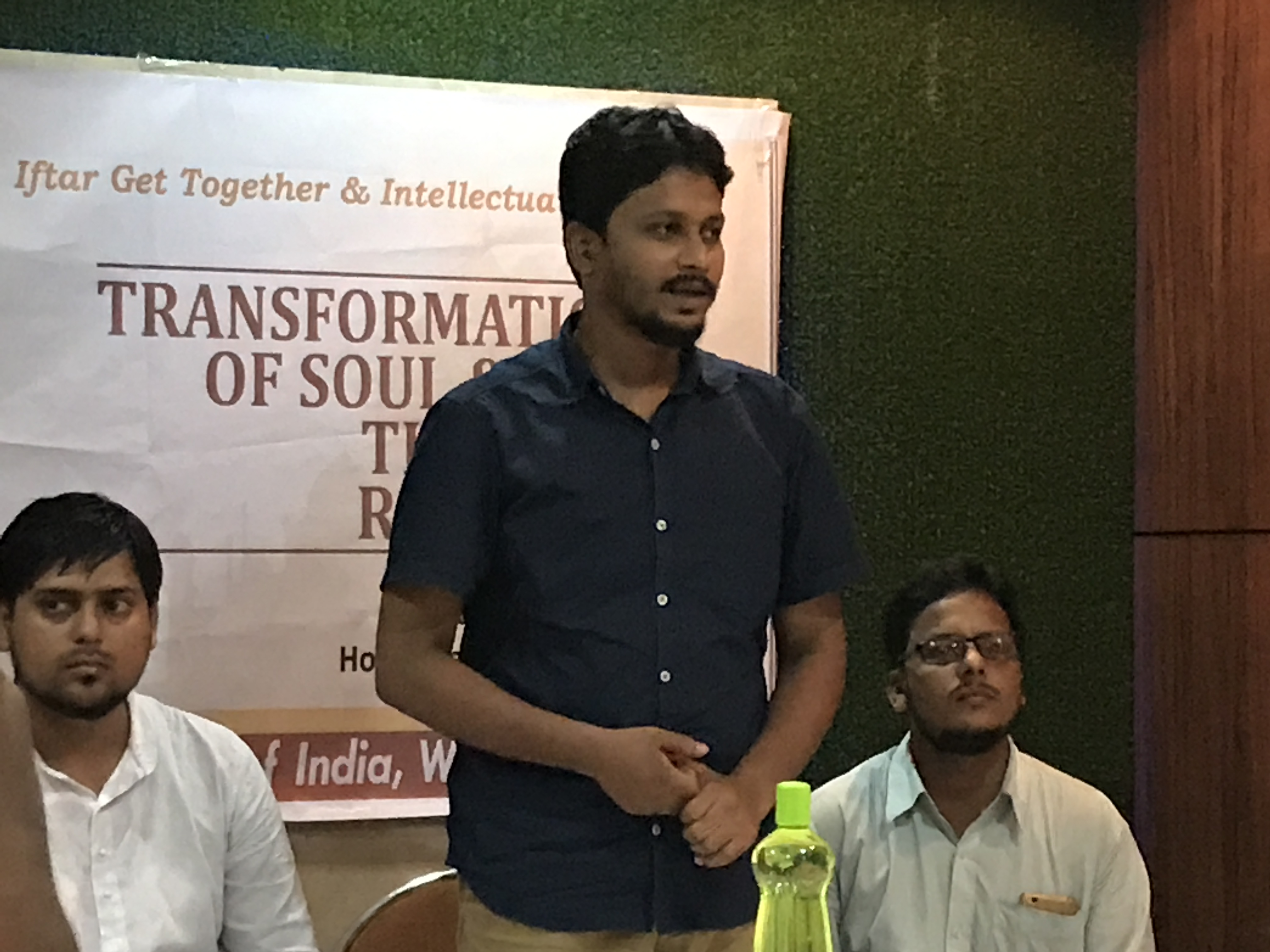
إفطار جماعي نظمته المنظمة الإسلامية لطلاب الهند فرع غرب البنغال.

## روابط خارجية
- الموقع الرسمي